# 大山田村 (栃木県)
大山田村（おおやまたむら）は栃木県の東部、那須郡に属していた村である。

## 地理
- 河川：那珂川、武茂川、小口川

## 歴史
- 1889年（明治22年）4月1日 町村制施行により、大山田上郷、大山田下郷、小砂村が合併し那須郡大山田村が成立する。
- 1954年（昭和29年）7月1日 馬頭町、武茂村、大内村と合併し馬頭町を新設する。

## 行政
- 大山田村長

| 代 | 氏名         | 就任                      | 退任                      | 備考 |
| -- | ------------ | ------------------------- | ------------------------- | ---- |
| 1  | 長谷川千次郎 | 1889年（明治22年）4月29日 | 1893年（明治26年）4月29日 |      |
| 2  | 長谷川千次郎 | 1893年（明治26年）5月1日  | 1895年（明治28年）5月10日 |      |
| 3  | 佐藤忠夫     | 1895年（明治28年）5月26日 | 1897年（明治30年）5月26日 |      |
| 4  | 笹沼政右衛門 | 1897年（明治30年）6月10日 | 1898年（明治31年）4月10日 |      |
| 5  | 大金薫       | 1898年（明治31年）4月30日 | 1898年（明治31年）7月30日 |      |
| 6  | 佐藤忠夫     | 1899年（明治32年）8月10日 | 1901年（明治34年）4月10日 |      |
| 7  | 星玉吉       | 1901年（明治34年）4月30日 | 1902年（明治35年）5月5日  |      |
| 8  | 益子操       | 1902年（明治35年）5月30日 | 1904年（明治37年）5月20日 |      |
| 9  | 長谷川千次郎 | 1904年（明治37年）6月7日  | 1908年（明治41年）6月7日  |      |
| 10 | 渋井斌       | 1908年（明治41年）7月23日 | 1911年（明治44年）1月12日 |      |
| 11 | 深沢秋之助   | 1911年（明治44年）2月17日 | 1915年（大正4年）2月17日  |      |
| 12 | 深沢秋之助   | 1915年（大正4年）2月17日  | 1919年（大正8年）2月17日  |      |
| 13 | 深沢秋之助   | 1919年（大正8年）2月17日  | 1923年（大正12年）2月17日 |      |
| 14 | 深沢秋之助   | 1923年（大正12年）2月17日 | 1927年（昭和2年）2月17日  |      |
| 15 | 深沢秋之助   | 1927年（昭和2年）2月17日  | 1931年（昭和6年）2月17日  |      |
| 16 | 深沢秋之助   | 1931年（昭和6年）2月17日  | 1935年（昭和10年）2月16日 |      |
| 17 | 益子豊       | 1935年（昭和10年）2月16日 | 1939年（昭和14年）2月16日 |      |
| 18 | 益子豊       | 1939年（昭和14年）2月17日 | 1943年（昭和18年）2月16日 |      |
| 19 | 益子豊       | 1943年（昭和18年）2月17日 | 1946年（昭和21年）1月16日 |      |
| 20 | 大金重雄     | 1946年（昭和21年）1月17日 | 1947年（昭和22年）4月4日  |      |
| 21 | 天内章       | 1947年（昭和22年）4月5日  | 1951年（昭和26年）4月4日  |      |
| 22 | 藤田欣一     | 1951年（昭和26年）4月23日 | 1954年（昭和29年）6月30日 |      |

- 出典:『栃木県町村合併誌 第二巻』, p. 230-231